# アシュクロフトの擬ポテンシャル
アシュクロフトの擬ポテンシャル（アシュクロフトのぎポテンシャル 、Ashcroft pseudopotential、空殻ポテンシャル[エンプティ－コアポテンシャル： Empty-core potential]とも言う）は、適当に決めた切断半径rcより内側でのポテンシャルの値はゼロとし、切断半径の外側では真の原子（価電子数Z）のポテンシャル({\displaystyle -Ze^{2}/r})とした擬ポテンシャル。
切断半径rcは、実際のバンド構造（←他のバンド計算などによって得られたもの）に合うように調整される。従って本ポテンシャルは経験的な擬ポテンシャルである。